# 粘表皮癌
粘表皮癌（ねんひょうひがん、英語: mucoepidermoid carcinoma）とは、上皮性悪性腫瘍（癌腫）の組織型の一つ。
粘液産生細胞、類表皮細胞およびこれらの細胞より小型で形態的にどちらにも属さない中間型の細胞からなる。唾液腺や、気道の呼吸線毛上皮に覆われた領域の外分泌腺、子宮頸部などより生ずる。
悪性唾液腺腫瘍としては頻度の高いものの一つである。ただし、5年生存率は80%と良い。すなわち多くは比較的予後が良いものである。しかし、中には予後の悪い分化度が低いものもある。
耳下腺に多く、小唾液腺では40%は口蓋に生ずる。30-40代好発でやや女性に多い。10歳以下では稀であるが小児の悪性腫瘍の中では一般的である。
被膜は不明瞭で、低分化なものでは周囲組織への浸潤が目立つ。始めは疼痛はないが大きくなると疼痛と神経障害を生じ通常1年以内に自覚する。顎骨内に発生することもある。
肺内の気管支腺より生じたものは、稀な組織型の肺癌として認識される。
組織病理学的には、嚢胞性に拡張した腺管や不整形の腺管には粘液産生の明瞭な細胞質の明るい細胞が認められる。周囲には、敷石状の配列を示す扁平上皮様細胞や充実性胞巣を形成する中間型の細胞の増殖が認められる。扁平上皮様の細胞には角化は見られず、間質は線維性組織で、腫瘍被膜は不明瞭である。

## 画像

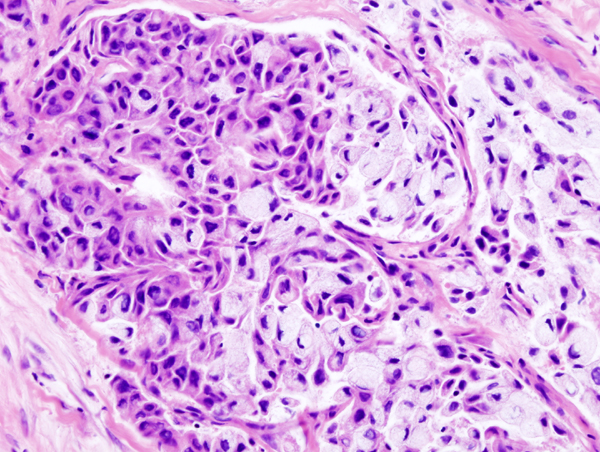
大唾液腺に発生した粘表皮癌の病理組織像。HE染色
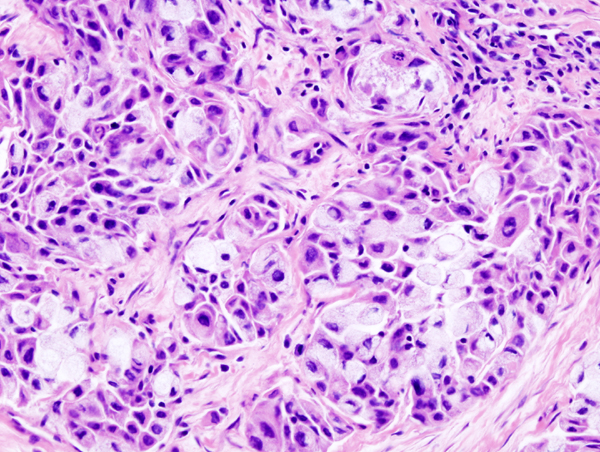
左の写真と同一の病変の病理組織像。
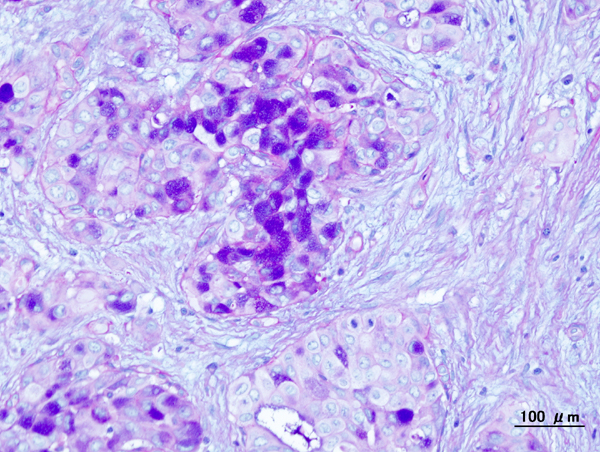
粘表皮癌の病理組織像。下顎腺腫瘍の手術後の再発。顎下腺腫瘍術後再発。アルシアンブルー・PAS重染色。